# 山口敦子
山口 敦子（やまぐち あつこ、1981年6月27日-）は、日本の元グラビアアイドル。
元所属事務所はJMO。

## 来歴
- やりすぎガールの4代目メンバー

## 人物
趣味/特技
- 家庭料理、バレーボール、ウィンタースポーツ、バドミントン、あみもの、ボウリング、映画鑑賞

## 出演

### テレビ番組
- デジ屋台（TBS）
- お父さんのためのショウビズ講座（BS-i ）
- 旅まにあ（BS-i ）
- SDM発　フジムスメ（CX）
- し～たく（テレビ東京）
- やりすぎコージー（テレビ東京）
- club DAM カラオケ ナビ!（第一興商スターカラオケ）
- 女子アナ水着ニュース（MONDO21）

### CM
- ネスレ エアロ

### インフォマーシャル
- ロッテ（チューイングライフ）

### 雑誌
- 週刊ヤングジャンプ（集英社）
- 週刊プレイボーイ（集英社）
- サブラ（小学館）

### カタログ
- 白瀧呉服（成人式、着物カタログ）

### インターネット&携帯コンテンツ
- iiV Channel
- スタ着V！
- 動画deポケ声!!JOYSOUND
- ZAKZAK（夕刊フジ公式サイト）
- ブロードバンド求人サイト「Reasta」ナビゲーター

### DVD
- What's up!!（2004年08月20日、エッジ）
- BOUND（2004年11月07日、テクニカルスタッフ）
- 美しい。（2005年01月21日、竹書房）
- あつこの素（2006年10月20日、竹緒）
- Secret Vacation（2007年04月27日、アムモ）

### 写真集
- キモチイイ（2004年12月20日、彩文館出版、撮影：塚田和徳）ISBN 978-4775600573